# Yueyang, Yueyang
Yueyang, tidigare romaniserat Yoyang, är ett härad som lyder under Yueyangs stad på prefekturnivå i Hunan-provinsen i södra Kina.
Yueyangs härad består av de delar som blev över av häradet då dess huvudort blev ombildat till stadsdistrikt i staden med samma namn.